# Karsten Warholm
Karsten Warholm, född 28 februari 1996 i Ulsteinvik i Møre og Romsdal, är en norsk friidrottare.  Han är flerfaldig världsmästare i häcklöpning och slog världsrekord på 400 m häck vid OS i Tokyo 2020.
Warholm deltog vid olympiska sommarspelen 2016, men blev utan pallplats.
Han vann guld på 400 meter häck vid världsmästerskapen i friidrott 2017 och blev då den förste norske löparen som vunnit VM-guld sedan Ingrid Kristiansen vann 10 000 m 1987, och den förste manlige norske löparen någonsin att vinna ett VM-guld. Året därpå vann han guld på 400 meter häck vid Europamästerskapen i Berlin 2018. Warholm är sedan 13 juni Europarekordinnehavare på 400 meter häck och i juli 2021 slog han  världsrekord med tiden 46,70 s. Warholm tog sig lätt vidare till final i 400 m häck vid Olympiska sommarspelen 2020 i Tokyo 2021. Där ställdes han mot amerikanen Rai Benjamin. Båda löparna sprang under tidigare världsrekordtiden, men Warholm vann på 45,94 s.

## Karriär
Warholm tävlade tidigt i karriären i mångkamp, men har, med tiden, inriktat sig mestadels på 400 meter, och då speciellt 400 meter häck. Han har norskt rekord på bägge distanserna per juni 2018. Han tävlar för klubben Dimna IL, Ulsteinvik.
Warholm blev nummer 6 i finalen på 400 meter häck, i EM i Amsterdam 2016. Han har satt nytt norskt rekord flera gånger. År 2017 vann han 400 meter häck under VM, och han blev 2017 korad till årets manlige nykomling av både det europeiska friidrottsförbundet och av det internationella friidrottsförbundet (IAAF).
År 2018 vann han guld på 400 meter häck under Europamästerskapet.
Warholm övertog den 3 juni 2019 Europarekordet på 400 meter häck från Stéphane Diagana när han noterade tiden 47,33 vid Diamond League-tävlingen på Bislett i Oslo. Han underskred därmed fransmannen Stéphane Diaganas 22 år gamla rekord med fyra hundradelar av en sekund. Warholm förbättrade Europarekordet till 47,12 vid Diamond League-tävlingen i London 20 juli 2019 och ytterligare till 46,92 den 29 augusti på Weltklassegalan i Zürich. Den 23 augusti 2020 förbättrades tiden till 46,87 vid Diamond League-tävlingen i Stockholm.

## Internationella medaljer
- OS-guld 2021 400 meter häck
- VM-guld 2019 400 meter häck
- VM-guld 2017 400 meter häck
- EM-guld 2018 400 meter häck
- U23-EM guld 2017 400 meter häck
- U23-EM silver 2017 400 meter
- Junior-EM (U20) silver 2015 Tiokamp
- Junior-EM (U20) silver 2015 400 m

## Norska rekord
- 400 meter 44,87 s (Florø 2017)
- 400 meter häck 45,94 s (Tokyo) (världsrekord)

## Personliga rekord
- 400 meter 44,87 s, 2017-06-10
- 400 meter häck 45,94 s, 2021-08-03

Rekordet på 400 meter häck noterades vid  OS i Tokyo och är världsrekord.

## Utmärkelser
Warholm har tilldelats Norska sportjournalisternas statyett 2017, 2019 och 2021.